# Пси Козерога
Пси Козерога (ψ Cap, ψ Capricorni) — звезда в созвездии Козерога. Является звездой-карликом главной последовательности спектрального класса F. Видимая звёздная величина составляет +4,13. Располагается на расстоянии 47,9 световых лет от Солнца. Измеренное значение скорости вращения звезды составляет около 41 км/с. (скорость вращения Солнца на экваторе равна 2 км/с). Анализ профилей линий в спектре звезды показал, что имеет место дифференциальное вращение, вариация скорости в зависимости от широты сходна с солнечной.

## Китайское название
В китайском языке название 天田 (Tiān Tián) относится к астеризму, состоящему из звёзд ω Козерога, 3 Южной Рыбы, 24 Козерога и ψ Козерога.
По мнению Р. Х. Аллена данная звезда представляет собой образ царства Юэ.